# Stazione di Varese Casbeno
La stazione di Varese Casbeno è una stazione ferroviaria di Varese sulla linea Saronno-Laveno, situata nel quartiere Casbeno, in Piazza Antonio Meucci.

## Strutture e impianti
La stazione, impresenziata, è gestita da Ferrovienord che la qualifica come stazione secondaria e si compone di un fabbricato viaggiatori, dotato di una sala d'aspetto. Il piazzale binari è composto da due binari serviti da due banchine.
La circolazione è regolata dal DCO di Varese Nord.

## Movimento
La stazione è servita da treni regionali cadenzati effettuati da Trenord nell'ambito del contratto di servizio stipulato con la Regione Lombardia.
Inoltre la stazione è servita dai treni RegioExpress RE1 Laveno - Varese - Saronno - Milano.

## Interscambi
Sul piazzale antistante è possibile l'interscambio con gli autoservizi urbani di Varese.
Fra il 1909 e il 1950 la stazione era servita da una fermata della tranvia Varese-Bobbiate, che sottopassava la linea poco più a ovest rispetto all'impianto.